# Monica Harding
Monica Harding est une personnalité politique britannique.

## Biographie
En 2024, elle est élue députée.